# Pohlia ochii
Pohlia ochii är en bladmossart som beskrevs av Dale Hadley Vitt 1971 [1972. Pohlia ochii ingår i släktet nickmossor, och familjen Bryaceae. Inga underarter finns listade i Catalogue of Life.